# Torneo de Brisbane 2024
El Brisbane International presented by Evie 2024 fue un evento de tenis de la ATP Tour 250 en su rama masculina y WTA 500 en la femenina, que se disputó en Brisbane (Australia) en el complejo Queensland Tennis Centre y en cancha dura al aire libre, haciendo parte de un par de eventos que hacen de antesala al Abierto de Australia, desde el 31 de diciembre de 2023 hasta el 7 de enero de 2024.

## Distribución de puntos
| Modalidad            | Campeón | Finalista | Semifinales | Cuartos de final | 2ª ronda | 1ª ronda | Clasificados | 2ª ronda de clasificación | 1ª ronda de clasificación |
| Individual masculino | 250     | 165       | 100         | 50               | 25       | 0        | 13           | 7                         | 0                         |
| Dobles masculino     | 250     | 150       | 90          | 45               | 20       | 0        | -            | -                         | -                         |

| Modalidad           | Campeona | Finalista | Semifinales | Cuartos de final | 2ª ronda | 1ª ronda | Clasificadas | 2ª ronda de clasificación | 1ª ronda de clasificación |
| Individual femenino | 500      | 325       | 195         | 108              | 60       | 1        | 25           | 13                        | 1                         |
| Dobles femenino     | 500      | 325       | 195         | 108              | -        | 1        | -            | -                         | -                         |

## Cabezas de serie

### Individuales masculino
| Tenista                 | Ranking | Preclasificado |
| Holger Rune             | 8       | 1              |
| Grigor Dimitrov         | 14      | 2              |
| Ben Shelton             | 17      | 3              |
| Ugo Humbert             | 20      | 4              |
| Sebastian Korda         | 24      | 5              |
| Sebastián Báez          | 28      | 6              |
| Tomás Martín Etcheverry | 30      | 7              |
| Aslan Karatsev          | 35      | 8              |

- Ranking del 25 de diciembre de 2023.[3]

### Dobles masculino
| Tenista                              | Ranking | Preclasificado |
| Kevin Krawietz Tim Puetz             | 45      | 1              |
| Lloyd Glasspool Jean-Julien Rojer    | 49      | 2              |
| Nathaniel Lammons Jackson Withrow    | 49      | 3              |
| Rinky Hijikata Jason Kubler          | 53      | 4              |
| Nikola Mektić Hugo Nys               | 58      | 5              |
| Harri Heliövaara John Peers          | 68      | 6              |
| Gonzalo Escobar Aleksandr Nedovyesov | 96      | 7              |
| Yuki Bhambri Robin Haase             | 103     | 8              |

### Individuales femenino
| Tenista               | Ranking | Preclasificada |
| Aryna Sabalenka       | 2       | 1              |
| Elena Rybakina        | 4       | 2              |
| Jeļena Ostapenko      | 13      | 3              |
| Liudmila Samsonova    | 16      | 4              |
| Daria Kasatkina       | 18      | 5              |
| Veronika Kudermetova  | 19      | 6              |
| Ekaterina Alexandrova | 21      | 7              |
| Victoria Azarenka     | 22      | 8              |

- Ranking del 25 de diciembre de 2023.[4]

### Dobles femenino
| Tenista                                 | Ranking | Preclasificada |
| Su-Wei Hsieh Elise Mertens              | 8       | 1              |
| Hao-ching Chan Giuliana Olmos           | 46      | 2              |
| Miyu Kato Aldila Sutjiadi               | 53      | 3              |
| Ingrid Gamarra Martins Luisa Stefani    | 66      | 4              |
| Liudmila Kichenok Jeļena Ostapenko      | 70      | 5              |
| Veronika Kudermétova Liudmila Samsónova | 71      | 6              |
| Tímea Babos Marta Kostiuk               | 94      | 7              |
| Eri Hozumi Makoto Ninomiya              | 99      | 8              |

## Campeones

### Individual masculino
Grigor Dimitrov  venció a  Holger Rune por 7-6(7-5), 6-4

### Individual femenino
Elena Rybakina venció a  Aryna Sabalenka por 6-0, 6-3

### Dobles masculino
Lloyd Glasspool /  Jean-Julien Rojer vencieron a  Kevin Krawietz /  Tim Puetz por 7-6(7-3), 5-7, [12-10]

### Dobles femenino
Liudmila Kichenok /  Jeļena Ostapenko vencieron a  Greet Minnen  /  Heather Watson por 7-5, 6-2